# Большеисаковское сельское поселение (Калининградская область)
Большеиса́ковское се́льское поселе́ние  — упразднённое в 2014 году муниципальное образование в составе Гурьевского района Калининградской области. Административным центром поселения является посёлок Большое Исаково. Площадь — 4,8 км².

## География
Площадь поселения 475,24 га, из них сельскохозяйственных угодий 51,5 га. Население составляет 10 725 человек.

## История
17 июня 1947 года в Гурьевском районе был образован Заозерский сельский совет, куда входили посёлки Большое Исаково, Малое Исаково, колхоз «8-е марта», колхоз «имени Буденного» и их посёлки. Указом Президиума Верховного Совета РСФСР от 16 июня 1954 года Заозерский сельсовет был переименован в Большеисаковский, куда вошли три посёлка: Большое Исаково, Малое Исаково и Васильково.
30 июня 2008 года в соответствии с законом Калининградской области № 254 образовано Большеисаковское сельское поселение, в которое вошла территория Больше-Исаковского сельского округа.
Законом Калининградской области от 29 мая 2013 года № 229, 1 января 2014 года все муниципальные образования Гурьевского муниципального района — Гурьевское городское поселение, Большеисаковское, Добринское, Кутузовское, Луговское, Низовское, Новомосковское и Храбровское сельские поселения — были преобразованы в Гурьевский городской округ.

## Население
| 2002 | 2010    | 2012    | 2013    |
| ---- | ------- | ------- | ------- |
| 8432 | ↗10 257 | ↗10 508 | ↗10 771 |

## Состав сельского поселения
В состав сельского поселения входят 3 населённых пункта
- Большое Исаково (посёлок, административный центр) — 6877[8]
- Васильково (посёлок) — 8667[8]
- Малое Исаково (посёлок) — 5467[8]

## Экономика
Одним из крупных предприятий промышленности поселения является ООО «Экоблок», занимающееся производством изделий из бетона и выпуском газосиликатных блоков для строительства. Наиболее крупные строительные организации — ООО «Весава» и «Васильковская ДПМК».

## Транспорт
С Калининградом и Гурьевском поселение связывает Северный обход города Калининграда, шоссе Калининград — Полесск. Поселение связано с Калининградом автобусным сообщением.

## Социальная сфера
В поселении находится Дом Культуры, средняя школа, школа-интернат, детский сад и пансионат для пожилых людей.

## Достопримечательности
- На территории Большеисаковского сельского округа находится Братская могила в Большое Исаково (1945)[9].
- Единственная в области мечеть (2010).
- Немецкие форты (середина XIX века): форт № 1 «Штайн» (Большое Исаково), межфортовое сооружение № 1А «Гребен» (Малое Исаково) и межфортовое сооружение № 2А «Барнеков» (Васильково).